# Tour Oxygène
O Tour Oxygène é um arranha-céu de escritórios em Lyon. 
A Tour Oxygène chega a 115 metros de altura. É o terceiro arranha-céu mais alto da cidade. Sua inauguração ocorreu em 2 de junho de 2010.